# Carlo Bozzi (calciatore)
Carlo Bozzi (Milano, 14 aprile 1896 – Milano, 8 gennaio 1957) è stato un calciatore italiano, di ruolo attaccante.

## Biografia
Carlo Bozzi è stato un calciatore italiano, noto per aver giocato come attaccante nell'AC Milan nei primi decenni del XX secolo.

## Carriera
Bozzi iniziò la sua carriera calcistica con il Milan nel 1913, debuttando in Prima Categoria, il massimo campionato italiano dell'epoca. Durante la sua carriera con la squadra rossonera, disputò cinque stagioni, collezionando un totale di 42 presenze e segnando 6 reti.
Il suo periodo di maggiore attività si registrò nella stagione 1914-1915, in cui giocò 18 partite e realizzò 1 gol. La sua carriera venne temporaneamente interrotta dalla prima guerra mondiale, ma riuscì a tornare in campo nel 1918, concludendo la sua esperienza nel Milan nella stagione 1920-1921.